# Coelotrypes pallidus
Coelotrypes pallidus är en tvåvingeart som beskrevs av Mario Bezzi 1924. Coelotrypes pallidus ingår i släktet Coelotrypes och familjen borrflugor.
Artens utbredningsområde är Moçambique. Inga underarter finns listade i Catalogue of Life.